# 斯塔福德冰川
72°30′S 168°15′E / 72.500°S 168.250°E
斯塔福德冰川（英語：Stafford Glacier），是南極洲的冰川，位於維多利亞地的博克格雷溫克海岸，處於魯道夫冰川以東9公里，最終注入特拉法爾加冰川，美國地質調查局根據測量和該國海軍的空中照片繪入地圖，現時由南極條約體系管理。